# Sanniangzi
Sanniangzi, född 1550, död 1612, var en mongolisk drottning, gift med Altan Khan. 
Hon tillhörde Tümedmongolernas stam, som behärskade ett område i Mongoliet och ofta utkämpade strider med Mingdynastin. Hon beskrivs som en skicklig bågskytt, vacker och bildad. Hon var förlovad med sin kusin Bahanaji, men hennes morfar Altan Khan bröt förlovningen och gifte sig själv med henne 1569. Bahanaji flydde då till Kina, där han sökte hjälp mot mongolerna i allians med kejsaren. Sanniangzi förhindrade kring genom att övertala sin morfar-make att underteckna en fredsallians med Kina och göra sig till deras tributstat 1571. Altan Khan lämnade sedan styrelsen åt henne i praktiken. 
Hon tränade själv mongolernas trupper, inspekterade personligen gränserna och upprätthöll freden och handelsförbindelserna och en god relation till Mingdynastins ämbetsmän, och fick en titel av kejsaren av Kina för sin lojalitet mot alliansen. Vid makens död gifte hon sig på Kinas begäran med hans efterträdare, sin styvson Qiqingha, och efter dennes död 1586 med hans efterträdare Chelike (d. 1607). Hon upprätthöll alliansen till sin död, och staden Hohhot fick namnet Sanniagzi efter henne. 